# Nelly Bodenheim

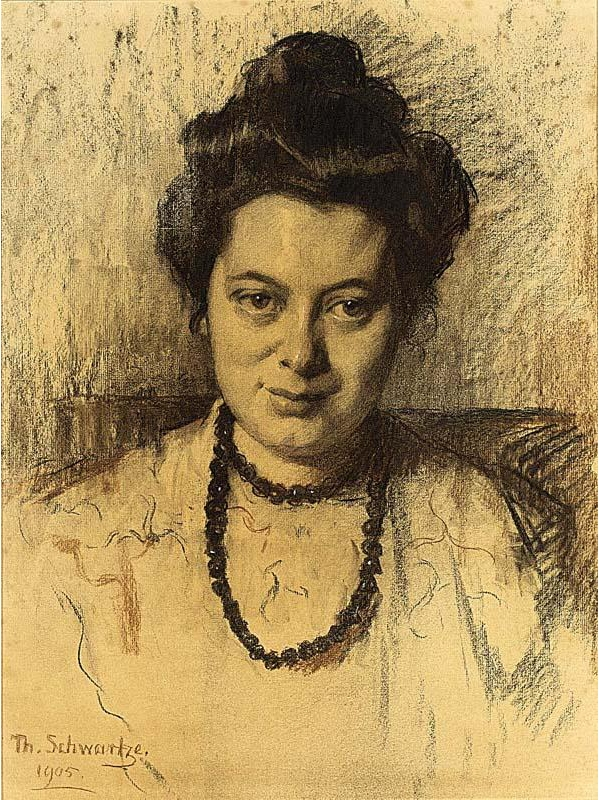
Porträt Bodenheims von Thérèse Schwartze (1905)

Johanna Cornelia Hermana Bodenheim, kurz Nelly Bodenheim (* 27. Mai 1874 in Amsterdam; † 7. Januar 1951 ebenda) war eine niederländische Malerin, Zeichnerin, Lithografin, Mitglied der Amsterdamse Joffers und bekannt als Illustratorin für Kinderbücher.

## Leben

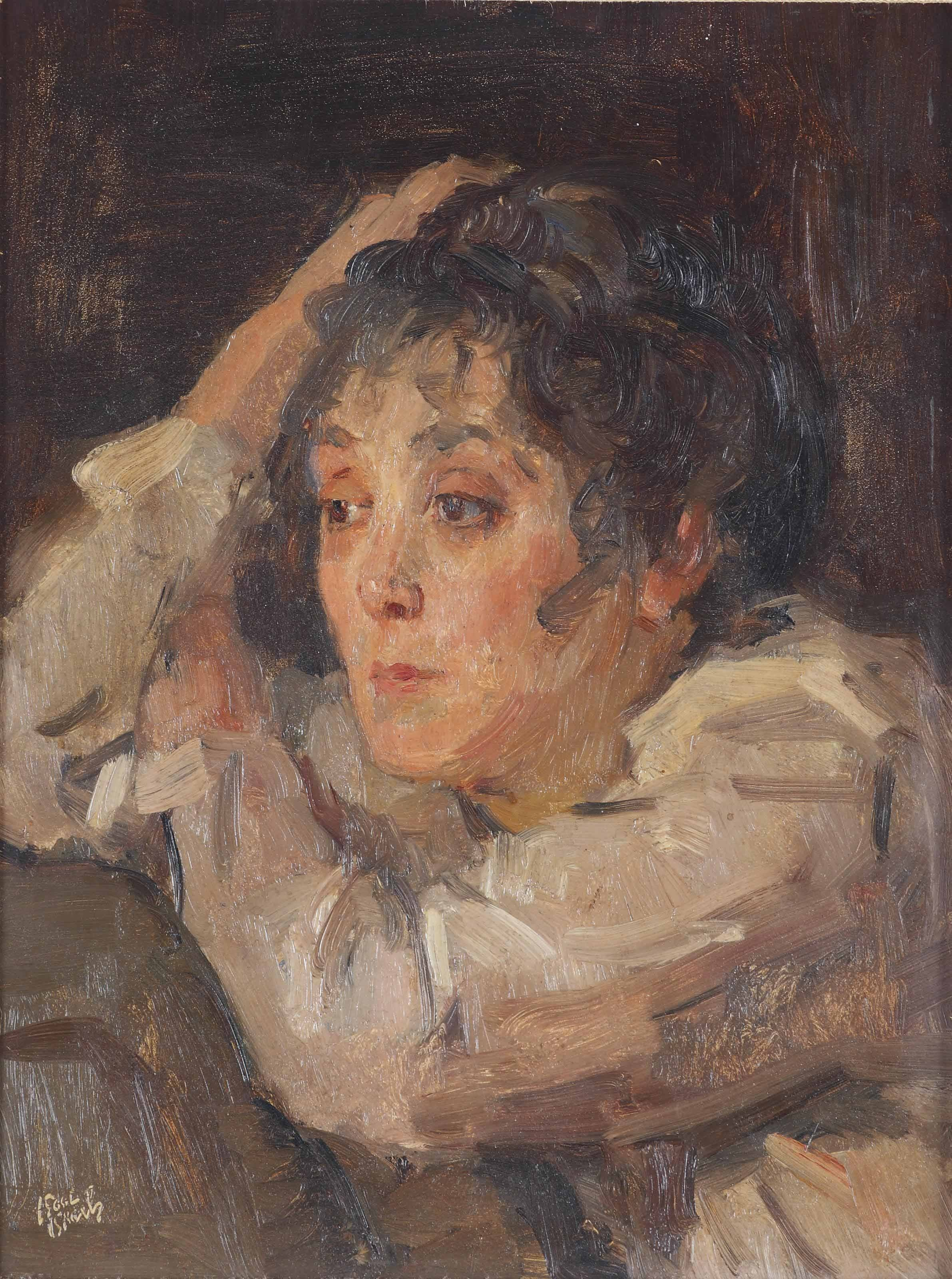
Nelly Bodenheim, Isaac Israels

Johanna Cornelia Hermana (Nelly) Bodenheim wurde als Tochter des Kunstsammlers und Unternehmers Godfried Bodenheim (1840–1894) und Johanna Wispelweij (1847–1914) in Amsterdam geboren.
Ab 1887 erhielt sie ihre erste Zeichenausbildung an der Amsterdamer Zeichen- und Kunsthandwerksschule für Mädchen, einem der Vorläufer der späteren Gerrit Rietveld-Akademie. Anschließend setzte sie ihre Ausbildung von 1893 bis 1895 an der Reichsakademie der Bildenden Künste in Amsterdam fort. Dort lernte sie unter anderem Lizzy Ansingh, Marie van Regteren Altena und Coba Ritsema kennen. Sie wurden später zusammen mit anderen Künstlerinnen als Amsterdam Joffers bekannt.
Einer ihrer wichtigsten Lehrer in dieser Zeit war der Maler August Allebé, Direktor der Akademie. Ab 1894 studierte Nelly Bodenheim zwei Jahre bei dem in Bussum lebenden Maler und Kritiker Jan Veth, weil sie sich auf Zeichnung und Lithografie konzentrieren wollte.
Als Illustratorin von Kinderbüchern debütierte Nelly Bodenheim 1897 mit Rietjes Pop der Amsterdamer Kinderbuchautorin Tine van Berken.
Zusammen mit einigen anderen Amsterdamer Joffers, wie Lizzy Ansingh und Suze Robertson, war Nelly Bodenheim als Mitglied der Kommission für Bildende Kunst an der Vorbereitung der Ausstellung Die Frau 1813–1913 beteiligt, die Ausstellung zeigte ästhetische Bilderbücher der damals bekannten Illustratoren wie Ben Wierink, Theo van Hoytema und Nelly Bodenheim selbst.

## Mitgliedschaften

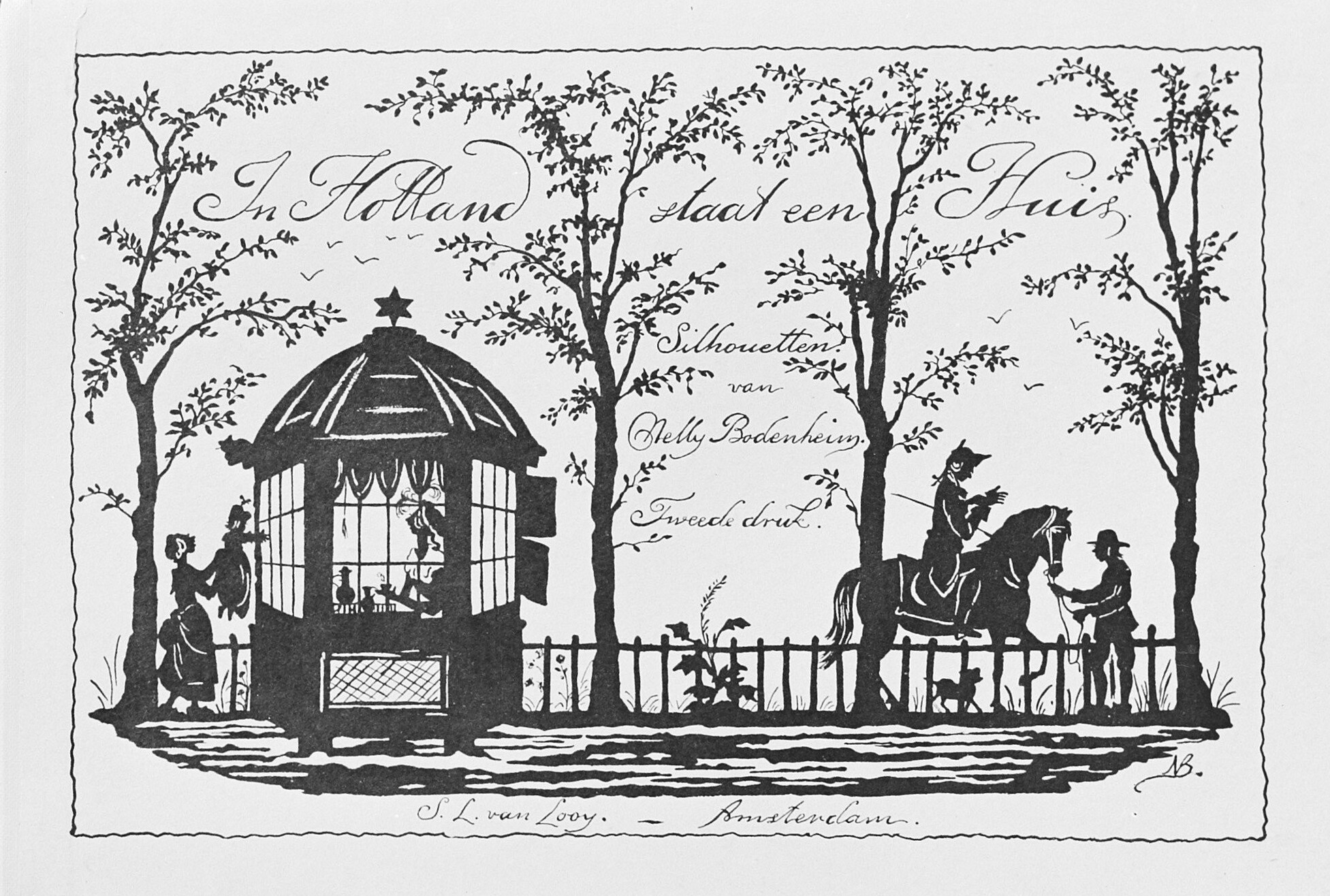
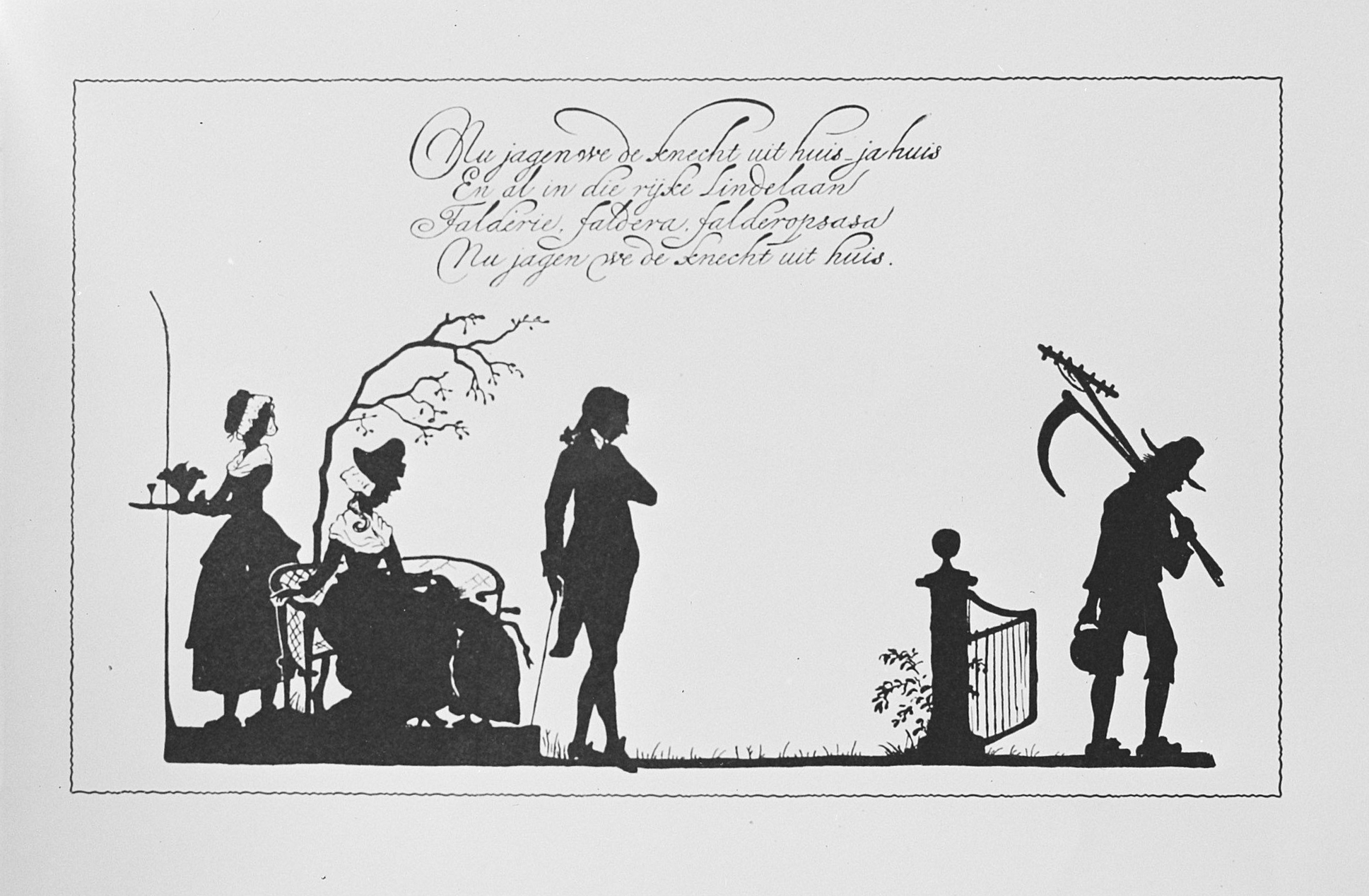
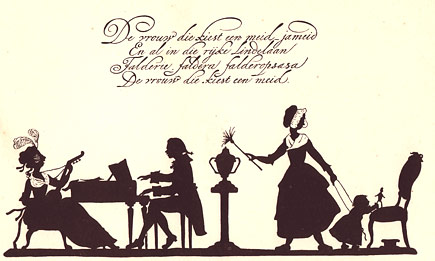
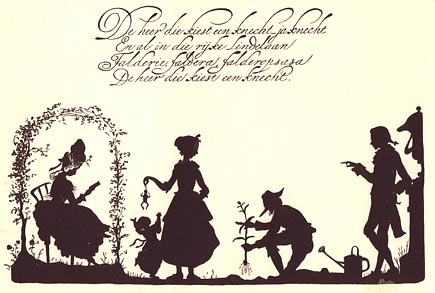
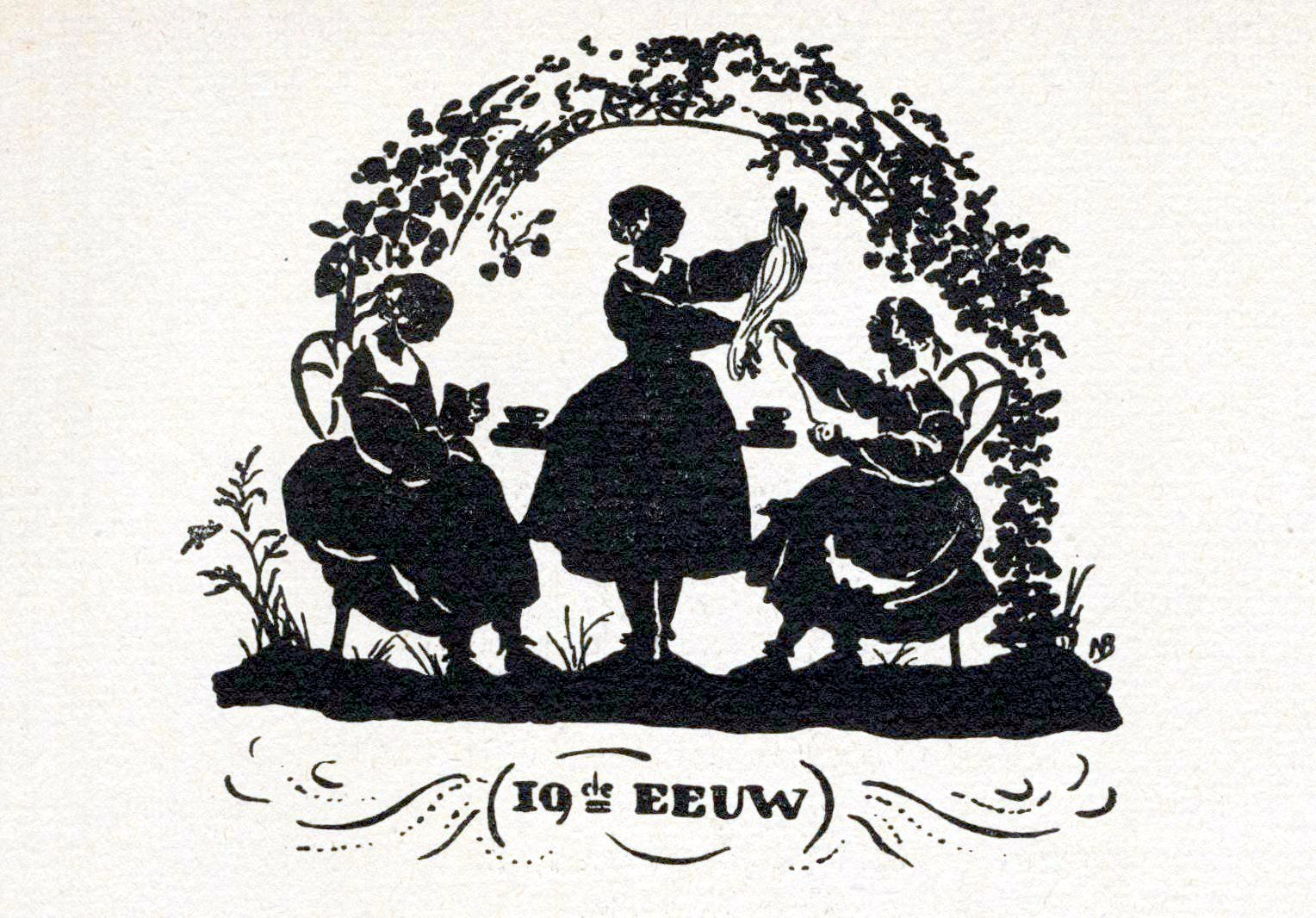
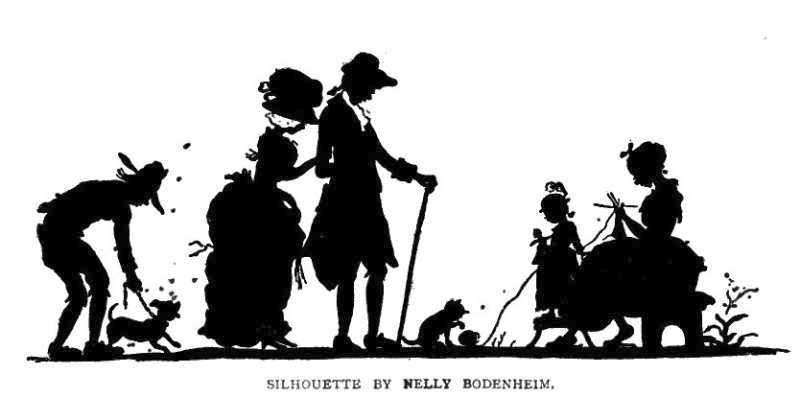
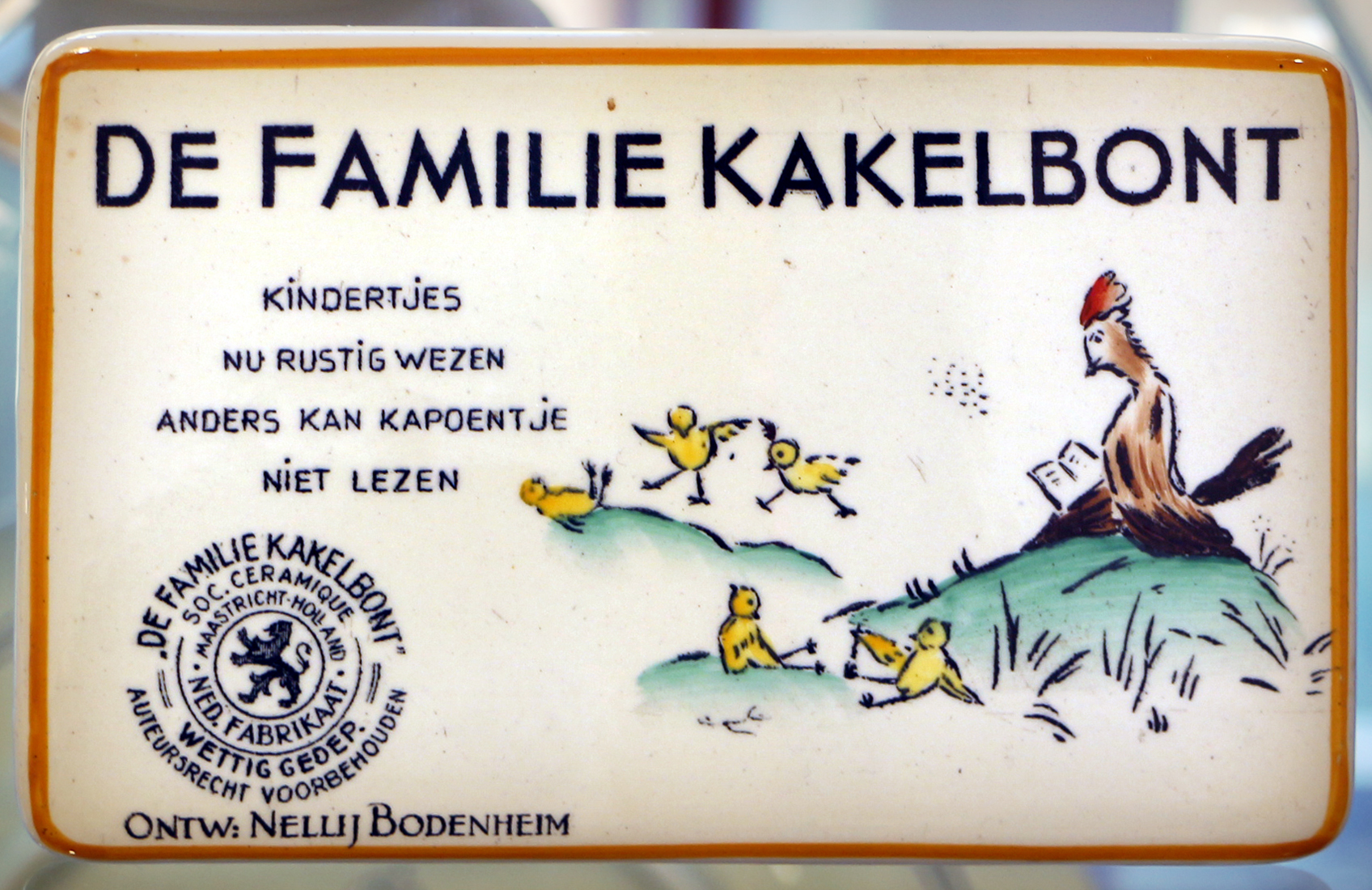
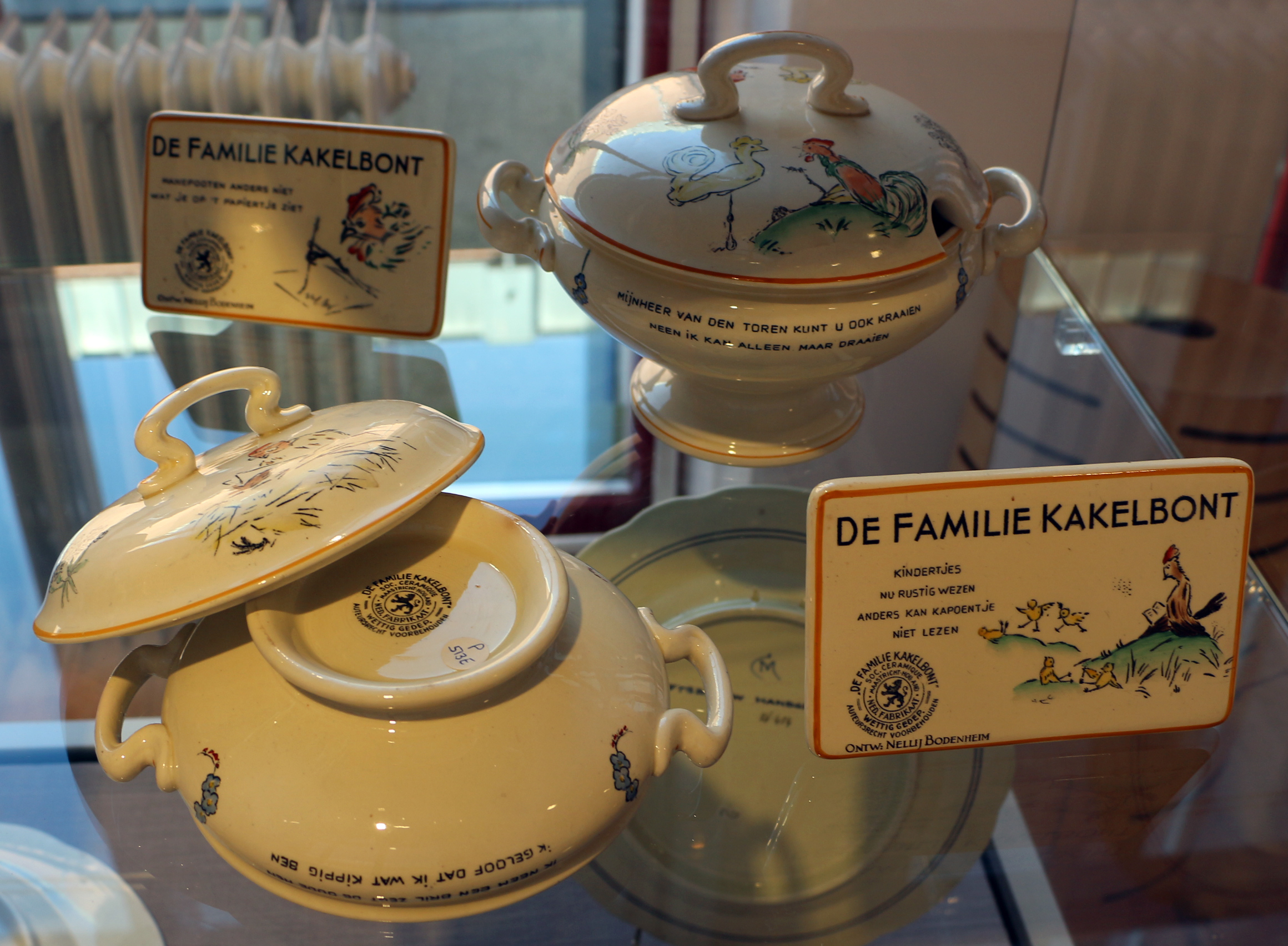
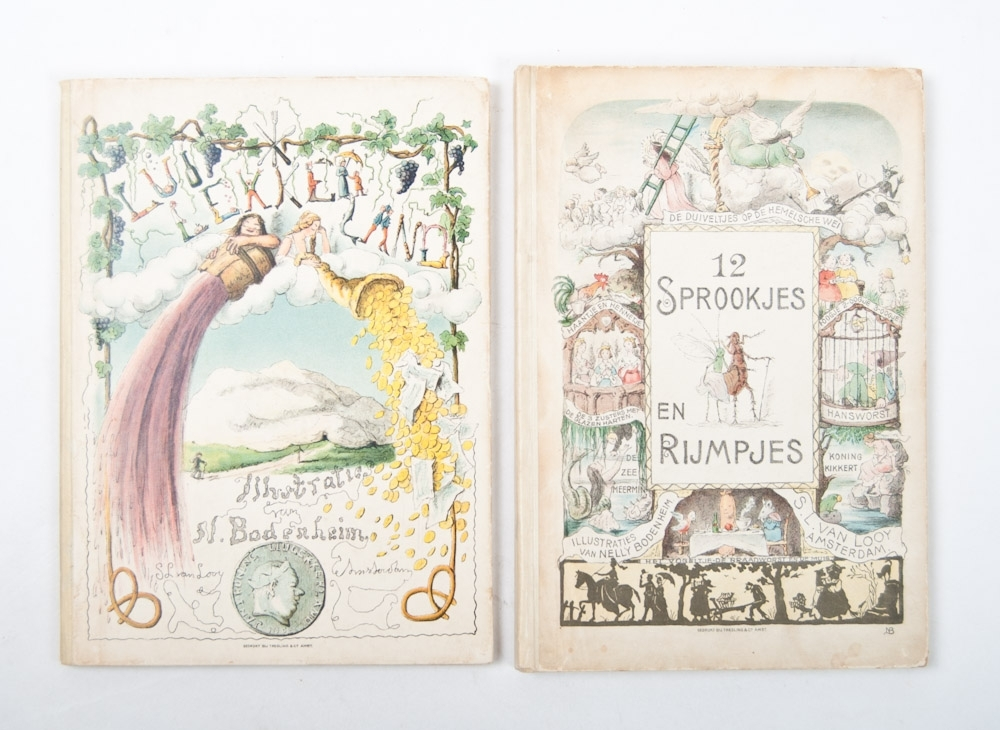

- Amsterdamse Joffers
- Arti et Amicitiae

## Bibliographie (Auswahl)
- 1897: Rietje’s pop – von Tine van Berken
- 1900: Handje Plak Online
- 1901: Het regent, het zegent Online
- 1902: Raadsels – Gerrit Jacob Boekenoogen
- 1903: In Holland staat een huis
- 1904: Silhouetten : gedichtjes van Freia. Online
- 1904: Backe, backe Kuchen
- 1908: Twaalf sprookjes en rijmpjes
- 1910–1920: Als het buiten regent : vertellingen voor onze kleintjes
- 1915: Luilekkerland
- 1917: ABC : de hond gaat mee, de kat blijft thuis, piep zei de muis in ’t voorhuis Online
- 1923: Groen groen grasje Online
- 1924: De gelaarsde kat : vertelling van een merkwaardige strafzaak Online
- 1925: De pruik van Cassander. Text von Pauline Seraphin (1846); bearbeitet von Eliza Hess-Binger Online
- 1927: ’n Vruchtenmandje. Gedichte von Lizzy Ansingh Online
- 1928: Fransche liedjes.
- 1936: Waarom en waardoor : nieuwe natuurlijke historie : oude volksverhalen. Online